# Владимир Вујасиновић
Владимир Вујасиновић (Ријека, 14. августа 1973) бивши је југословенски и српски ватерполиста, капитен ватерполо репрезентације Србије.
Његови родитељи, Милан и Манда, су пореклом из Далмације, односно из села Ивошевци 20-так километара западно од Книна.

## Биографија
Каријеру је почео у ријечком Приморју, да би је касније наставио у Црвеној звезди, Барселони, Партизану, Роми, Про Реку, да би се вратио у Партизан 2008. где је и завршио играчку каријеру у мају 2012. године. Током лета користио је паузе између две такмичарске сезоне па је тако кратко наступао и за малтешки Нептунс и бразилски Флуминенсе.
У репрезентацији је дебитовао голом у Котору против репрезентације Француске 18:3 када је постигао и свој први гол. Тада је имао 17 година, три месеца и 22 дана. Од 1995. године је стални члан репрезентације, а капитен је од 2003. године. У овом периоду пропустио је само Европско првенство 1999. након допинг афере након полуфинала италијанског првенства. У бројним анкетама био је биран за најбољег ватерполисту света са образложењем да може подједнако добро да игра на свим позицијама у тиму. Претеча all-round играча, члан свих могућих идеалних постава.
Био је најбољи играч Европског првенства у Будимпешти 2001. године, најбољи спортиста у анкети Спорта за 2003. годину, најбољи мушки спортиста у избору Олимпијског комитета СЦГ 2005. Са репрезентацијом освојио на Олимпијским играма - бронза 2000. и 2008., сребро 2004., Светско првенство - злато 2005., бронза 1998. и 2003, сребро 2001, Европско првенство - сребро 1997. и 2008, злато 2001, 2003, 2006, Светски куп - бронза 2002, Светска лига - злато 2005. и 2006, 2008, сребро 2004.
После Олимпијских игара у Пекингу 2008., за репрезентацију је одиграо 341 утакмицу и постигао 391 гол. Репрезентација Србије је на тим играма освојила бронзану медаљу.
Од 9. маја 2012. године Владимир Вујасиновић је и званично постављен на место тренера Партизана где се задржао четири сезоне. Као тренер црно–белих Вујасиновић је два пута дошао до полуфинала Евролиге (2012/13. и 2013/14.), два пута и до титуле шампиона Србије (2014/15. и 2015/16), а једном и до трофеја националног купа 2015/16. У лето 2016. Вујасиновић се преселио на клупу Про Река.
Ожењен је Иваном и има сина Вука и ћерку Машу.

## Клупски трофеји (као играч)
- Евролига 2002/03, 2006/07. и 2007/08. -  Шампион са Про Реком.
- Евролига 2010/11. -  Шампион са Партизаном.
- ЛЕН куп 1994/95. - Победник са Барселоном.
- ЛЕН куп 1997/98. - Победник са Партизаном.
- Суперкуп Европе 2003/04. и 2007/08. - Победник са Про Реком.
- Суперкуп Европе 2011/12. - Победник са Партизаном.
- Првенство СР Југославије 1992. и 1992/93. -  Шампион са Црвеном звездом.
- Првенство Шпаније 1994/95, 1995/96. и 1996/97. -  Шампион са Барселоном.
- Куп Шпаније 1994/95. и 1995/96. - Победник са Барселоном.
- Првенство Италије 1998/99. -  Шампион са Ромом.
- Првенство Италије 2001/02, 2005/06, 2006/07. и 2007/08. -  Шампион са Про Реком.
- Куп Италије 2005/06, 2006/07. и 2007/08. - Победник са Про Реком.
- Првенство Малте 2007 -  Шампион са Нептунсом.
- Првенство Србије 2008/09, 2009/10, 2010/11. и 2011/12. -  Шампион са Партизаном.
- Куп Србије 2008/09, 2009/10, 2010/11. и 2011/12. - Победник са Партизаном.
- Евроинтер лига 2009/10. и 2010/11. - Победник са Партизаном.
- Том Хоад куп 2011. - Победник са Партизаном.

## Клупски трофеји (као тренер)
- Првенство Србије 2014/15, 2015/16. -  Шампион са Партизаном.
- Куп Србије 2015/16. - Победник са Партизаном.
- Првенство Италије 2016/17. и 2017/18. -  Шампион са Про Реком.
- Куп Италије 2016/17. и 2017/18. - Победник са Про Реком.